# Harstad Vikings
Les Harstad Vikings sont un club norvégien de basket-ball basé à Harstad. Le club appartient à la BLNO soit le plus haut niveau du championnat norvégien.

## Historique
Le club est né en 1970.

## Palmarès
- Champion de Norvège : 2006